# 東通村
41°16′41″N 141°19′46″E / 41.27806°N 141.32944°E
東通村（日语：／ Higashidōri mura */?）是位於日本青森縣下北半島東北部的村，隸屬於下北郡。東邊面向太平洋，北邊則面向津輕海峽。東北端以寒立馬聞名的尻屋崎位於下北半島國定公園的範圍內，東部則設有東通核電廠。東通村在就學與就業上多仰賴西邊的陸奧市。當地以農業和漁業為主，近年來開始盛行在淡季種植草莓。
由於東通核電廠坐落於村内，電力公司提供的回饋金使東通村的財政來源較為穩定，並採取不與周邊市町村合併的方針。但東通村現今移入人口不足，導致興建好的住宅無法售出，造成大幅度的財政赤字，令原本想發展成町的計劃沒有進展。

## 地理
東通村境內約80%的面積被山林與原野覆蓋。村内最高峰為海拔402m，坐落於東北端的桑畑山。當地人口多集中在東部沿海地區的小田野澤、老部與白糠地區。位於東邊的猿森沙丘全長約17公里，從北部的尻勞地區綿延至南部的小野澤地區，是日本規模最大的沙丘。沙丘上則散布著大沼、左京沼與片貝沼等約20個沙丘湖。田名部川流經村內的中央地區，並在西南邊注入陸奧灣。田名部川的支流目名川、青平川、冷水澤川、蒲野澤川等往北注入津輕海峽，老部川與明神川則往東注入太平洋。

### 氣候
由於東通村東邊為太平洋，夏天多被挾帶涼冷空氣的東北風吹拂。根據統計，1989年至2009年東通村的年均溫約為9.5℃，年降雨量約1300毫米，年日照時數則為1600小時。12月下旬至隔年3月為降雪期，且氣溫多位於0℃以下。

## 歷史
元和3年 (1617年) ，下北地方由盛岡南部氏統治，並在田名部 (現陸奧市) 設置代官所治理包含東通地區在內的下北地方。此後當地由南部氏統治至明治時期。1889年（明治22年），大利村、目名村、蒲野澤村、野牛村、岩屋村、尻屋村、刷勞村、猿森村、小田野澤村、白糠村、砂子又村、田屋村共12個村合併成現今的東通村，村公所設置於田名部町。1988年（昭和63年）為東通村的100周年記念，村役場順勢遷回並搬移至村內的砂子又地區。

## 行政
過去因東通村尚未完成道路建設而將村公所設置於本村之外的陸奧市。1988年東通村成立100周年記念，以此為契機將村公所搬遷回本村。

## 產業
當地主要的產業為農業與漁業，畜牧業方面則以東通牛而聞名。

### 能源產業
- 核能
  - 東通核能發電廠
  - 東通村防災中心
- 風力發電
  - 岩屋風力預備隊

### 漁業
- 尻屋漁港
- 野牛漁港
- 石持漁港
- 岩屋漁港
- 尻勞漁港
- 小田野澤漁港
- 白糠漁港

### 混凝土
- 三菱物料青森工場

### 礦業
- 日鐵礦業尻屋採礦場

### 郵政

#### 集配據點
- 郵政事業陸奧分店
  - 白糠收集和遞送中心

#### 郵政局
- 岩屋郵政局（84059）
- 白糠郵政局（84070）
- 入口郵政局（84179）
- 小田野澤郵政局（84212）
- 尻勞郵政局（84225）
- 蒲野澤簡易郵政局（84745）
- 東通村役場內簡易郵政局（84796）

## 交通

### 航空
村內無機場，距離最近的機場為三澤飛行場。

### 鐵路
村內無鐵路，距離最近的鐵路為JR東日本營運的大湊線。

### 道路
- 一般國隊
  - 國道338號
- 主要地方道
  - 青森縣道6號陸奧尻屋崎線
  - 青森縣道7號陸奧東通線
- 一般縣道
  - 青森縣道172號尻勞袰部線
  - 青森縣道248號尻勞小田野澤線
  - 青森縣道266號關根蒲野澤線

### 巴士
- 下北交通

### 港灣
- 尻屋崎港

## 觀光
- 尻屋崎：本州最東北端的岬。白亞的尻屋埼燈塔（光度為日本最大，53萬坎德拉），寒立馬亦十分有名。
- 絲柏的埋沒林（猿森）
- 猿森砂丘（日本第一砂丘）
- 左京沼（天然記念物的球藻）
- 桑畑山的杜鵑
- 濱尻屋貝塚（濱尻屋貝塚）以鮑魚作為主體的中世紀貝塚。國家歷史遺跡 （页面存档备份，存于）

## 地域

### 設施
- 下北海洋觀測所
- 防衛省技術研究本部下北試驗場

### 教育
- 2005年（平成17年）10月，公營補習社「東通村補習社」正式設立。

#### 中學
- 東通村立東通中學

#### 小學
- 東通村立東通小學

## 當地出生名人
- 手間本北榮（彩書家）